# Caldera (Chili)
Caldera is een gemeente in de Chileense provincie Copiapó in de regio Atacama. Caldera telde 17.662 inwoners in 2017 en heeft een oppervlakte van 4667 km².
Caldera is vooral bekend als havenstad. De stad ligt 47 km ten westen van de stad Copiapó.
Het klimaat in de stad is heet en droog, vanwege de ligging ten opzichte van de Atacamawoestijn.

## Geschiedenis
In 1687 arriveerde de Engelse ontdekkingsreiziger Edward Davis in de plaats Bahía Inglesa, 6 kilometer ten zuiden van Caldera. Snel daarna ontdekte hij de plaats Caldera. De stad gold toentertijd als een belangrijke havenstad door de export van mineralen. Caldera werd overigens pas in 1850 erkend als stad.
In 1851 werd de eerste spoorweg van Chili aangelegd tussen mijnstad Copiapó en Caldera. De opening van deze spoorlijn vond plaats op Eerste Kerstdag in 1851.
Regelmatig wordt de stad getroffen door aardbevingen en tsunami's. De zwaarste stormen die Caldera troffen waren die van 1868, 1877 en 1922.

## Toeristische attracties
De kerk San Vicente de Paul uit 1862 en de grot van Padre Negro zijn bekende toeristische attracties in de stad. Padre Velásquez schilderde in 1978 Bijbelse motieven in de grot. In het naastgelegen Bahía Inglesa is een strand dat de moeite waard is om te bezoeken.

## Economie
Belangrijke inkomstenposten voor Caldera zijn de export van koper en citrusvruchten via de haven in de stad. Daarnaast zijn vissen en toerisme van groot belang voor de stad. Ook de naastgelegen stranden dragen hier aan bij.
- National Archives and Records Administration: 10037869